# Lotna

A Lotna 1959-ben bemutatott színes lengyel filmdráma Andrzej Wajda rendezésében. A rendező első színes filmje, bár fekete-fehér részletek is előfordulnak benne. 
Andrzej Wajda pályája kezdetén a világháborús időszak témái domináltak. A mi nemzedékünk 1942-ben, a Csatorna a varsói felkelés idején, a Hamu és gyémánt a béke első napján, a Lotna 1939 szeptemberében, a háború első heteiben játszódik.
Magyarországon a MOKÉP mozihálózatában nem forgalmazták, csak filmklubokban vetítették.

## Történet
A film egy lengyel lovassági alakulatnak a németek gépesített egységeivel vívott bátor, de kilátástalan harcát és pusztulását mutatja be. Már a történet elején feltűnik az őszi tájban és szinte végig jelen van Lotna (Villám), a csodálatos fehér hátasló, mely végül szintén elpusztul. 
A lovasok elhagyottnak látszó nemesi kúriához érkeznek. Az üres folyosón lovak szobrai fogadják a belépőket; az egyik szobában az idős tulajdonos, Lotna gazdája a halálra készül. Nem menekül el a németek elől, otthonában akarja bevárni a halált. Lovát a jövendő győzelmek reményében az ulánus tiszteknek ajándékozza. 
A pompás lovat többen is szeretnék megszerezni, de mindenki meghal, akinek ez sikerül. 
Elsőként a kapitány abban a lovassági rohamban, melyet vezetésével a német tankok ellen intéznek, hogy kivágják magukat a gyűrűből. A páncélosok mögött lovak és emberek tetemei maradnak a földön.
Az életben maradtak egy faluban húzódnak meg. Sebtében összehozott, de díszes, a ceremóniákat betartó esküvőt rendeznek Grabowski hadapród és a tanítónő számára. Együttlétüket bombatámadás szakítja félbe, a megrémült Lotna elvágtat, és amikor utána mennek, hogy visszahozzák, Grabowski halálos sebet kap. A csapat később teljesen felmorzsolódik, Lotna lába eltörik. Harmadik gazdája, az osztagból maradt utolsó tiszt kénytelen lelőni és egyedül marad a kopár őszi tájban. 

## Értelmezések, fogadtatás
Andrzej Wajda lovassági laktanyában nőtt fel, apja lovassági tüzértiszt volt. A Lotna témaválasztását és látásmódját ez nyilvánvalóan meghatározta. Valóságalapja: a korábban legendás lengyel lovasság pusztulása a második világháború első heteiben. 
A rendező így nyilatkozott szándékairól: „Az utolsó lovassági alakulat története ez egy olyan háborúban, mely megváltoztatta jellegét, s gépesített háborúvá vált. Azoknak az embereknek a kétségbeesését, reményvesztését akarom megmutatni, akik nem csupán elveszítenek egy háborút, hanem fájdalmasan kell megválniuk valami szép és nemes harci hagyománytól, amelynek ők is érzik tragikus feleslegességét.”
A Lotna nehezen érthető film még azok számára is, akik a lengyel történelem fordulópontjait, tragikus eseményeit valamennyire ismerik. Befogadását nehezíti a történetbe épülő jelképek sokasága. A korábban készített Wajda-filmekben a szimbólumok jelenléte ellenére a realista ábrázolásmód a meghatározó, a Lotnában azonban egy újszerű kifejezési mód érvényesül. „Kritikusai szimbolizmust, expresszionizmust, a groteszkbe hajló megoldások láttán meg szürrealizmust emlegettek.”
A film nem csak egy konkrét lovassági alakulat története, hanem a lengyel történelem tragikus eseményének jelképes, illúziók nélküli, de érzelmekkel telített ábrázolása is. Nem fordulatos cselekményre, hanem kifejező képi megoldások, ismétlődő szimbolikus motívumok (mint a kard vagy a piros virág), gazdag jelentéssel bíró képek, jelenetek sorára épül. Utóbbira példa a lakodalmi vacsora jelenete, ahol a háttérben – éles ellentétként –  sebesülteket is szállító menekülők vonulnak. A kecses, büszke tartású fehér ló maga is jelkép. Már a rendező előző munkájában, a Hamu és gyémántban is feltűnik a háttérben és sok későbbi filmjében is jelen van. Itt a film egészét átfogja és egyetlen nagy jelképként egységbe foglalja. 

### Méltatások
A korabeli lengyel kritika kedvezőtlenül fogadta a filmet, Jerzy Toeplitz lengyel filmtörténész (korábban a  łodzi filmfőiskola rektora) például „igen gyenge film”-ként értékelte. Egy későbbi méltatás Zbigniew Czeczot-Gawrak lengyel kritikustól: „A Lotna az 1939-es háború előtti lengyel hadsereg feudális, anakronisztikus hagyományainak tragikus metaforája. Ez az irodalmi allegória nem győzi meg a nézőt. A mű, amely a hősi eposz és a groteszk között ingadozik, végül is dekoratív festménnyé merevül, bár az őszi lengyel tájat csodálatos, aranyló színekkel hozza elénk.” A bírálatok általában a képi megvalósítást, az operatőri munkát, a montázstechnikát dicsérték, de a film értelmezéséről rendkívül megoszlottak a vélemények. 
Bíró Yvette: 
„Wajda tovább próbált élni [1959 előtti] nagy filmjei hangulati kellékeivel, barokk hatásaival, a szürreális felé tekintő szimbolikájával – ám a mélyen átélt morális pátosz, az igazi összefogó gondolat már hiányzott. (. . .) Az egész film széthulló, gomolygó színlátomás, csak az expresszionizmus démoni világa felől megközelíthető bonyolult rejtvény."
Nemeskürty István: 
A Lotna „százféle különleges kritika, elemzés és félreértés meg félremagyarázás ellenére nem más, mint a lengyel nacionalista gőg hiábavalóságának és értelmetlenségének bizonyítéka. E fölött a nacionalizmus fölött a történelem mondott ítéletet, csak az a tragikus, hogy az ítélet végrehajtása a német hadseregre bízatott. Lotna egy gyönyörű huszárló, mely csodálatos vágtában, régi lovasfilmek pompás ritmusú ünnepélyes száguldásában viszi rohamra büszke lovasát. De ennek a száguldásnak semmi értelme, a lovas elpusztul, s végül maga Lotna is. Lotna a lengyel nemzeti eszmény, mely mindenféle reális meggondolástól függetlenül századok óta öröklődött tévhiteket ápol; Lotna a fehér ló, amely a magyar mitológiát is mérgezi; Lotna az a gyönyörű szép eszmény, mely lovasait az értelmetlen halálba viszi. Végül pedig maga Lotna is megsemmisül: a Pilsudszky-féle Lengyelország.”
Bikácsy Gergely:
„Lotna, a gyönyörű fehér ló, amely – vagy "aki" – körül minden elpusztul, a pusztuló nemesi Lengyelország jelképe lehet, de éppígy jelképe a nemes, vitézi erényeknek, a lovagi küzdelemnek, a bátorságnak, a férfi-férfi elleni harcnak, nemcsak a feudális, a sötét, középkori Polóniának, de a nosztalgiával, csodálattal tekinthető középkornak is…” Emellett Bikácsy Gergely a film líraiságát, „a hőskölteménynek, az eposznak lírával feltöltésé”-t hangsúlyozta. 
Hadelin Trinon francia kritikus (Wajda monográfusa):
„A Lotna mindenekelőtt költői film. (…) A Lotna – álom. Egy ló halad át a kastély folyosóin, s megáll egy haldokló ágya előtt; egy menyasszony lebegteti lassan fátylát; a díványon egy fiatal hadnagy fekszik, és legyezőt forgat, játszik; egy csatatérre tévedt gyerek görcsösen szorongatja egyetlen kincsét: egy galambot; egy asszony fésülködik a tükör előtt, amelybe belelőnek, s darabokra törik; macska ugrik a szárazon vergődő halakra…  Mindegyik kegyetlen vagy szelíden szép képsor ugyanabban a fátyolosan lázálomszerű hangulatban fürdik."
Adam Michnik:
„A Lotna, Wojciech Żukrowski elbeszélése alapján készült, és 25 év múltán még mindig nagyon jó hatást tesz. A forgatókönyv néhány fárasztó részlete és következetlensége ellenére csodálatosan adózik az ulánusok oly sokszor kigúnyolt 1939 szeptemberi ütközete történelmi emlékének. Helyzetük reménytelen tragédiája szembeállítva egy elemi emberi élménnyel, tele érzésekkel és szeretettel, alkalmat ad rá, hogy  átérezzük a lengyel katasztrófát, az ország hős védőinek tragikus sorsát. A náci tankok ellen támadó lengyel könnyűlovasság híres jelenete, amelyet Wajdának oly sokszor felhánytorgattak a bírálói, ennek a drámának csodálatos és megrázó szimbóluma. Ilyenek voltunk – hősiesek a tehetetlen magunkra hagyottságban. De szabadok is voltunk, mert szabadságra vágytunk.”

## Főbb szereplők
- Jerzy Pichelski – Chodakiewicz lovassági kapitány
- Adam Pawlikowski – Wodnicki főhadnagy
- Jerzy Moes – Grabowski hadapród
- Mieczyslaw Loza –Laton őrmester
- Bożena Kurowska – Ewa
- Bronisław Dardziński – Lotna gazdája
- Roman Polański – Zenész